# Joaquim Vicens i Gironella
Joaquim Vicens i Gironella (Agullana, 4 d'agost de 1911 - Tolosa de Llenguadoc, 26 de maig de 1997) va ser un artista català d'art marginal. Autodidacta, va afaiçonar escultures de suro i va ser descobert i exposat per l'artista francès Jean Dubuffet.

## Biografia
Els seus pares eren artesans del suro i amb ells es va iniciar en l'escorçat, tall i polit d'aquest material que «dura més que la majoria de les fustes dures». De seguida va dedicar una part del seu temps a lloar aquest material a la premsa local. El seu interès per l'escriptura va anar més enllà i va escriure obres de teatre, poemes i novel·les, tot i no hi trobar editors.
Quan el 1936 va esclatar la Guerra Civil espanyola es va unir a l'Exèrcit Popular de la República. El seu compromís contra el feixisme el va portar a dirigir el setmanari del front Unitat Militar. El 1939, amb la victòria de l'exèrcit colpista, es va veure forçat a l'exili. El 5 de febrer va creuar el Pirineu per a establir-se a l'Estat francès. Tot i això, va ser arrestat a Perpinyà i va passar més d'un any internat al camp de concentració de Bram.
Un cop lliure, va trobar feina en una fàbrica de taps de suro a Tolosa de Llenguadoc, on va portar el seu pare i va fundar una família amb la refugiada republicana Paz Santiono. La indústria dels taps de suro va iniciar un llarg declivi, per la qual cosa va haver de dur a terme diverses feines: pintor de brotxa grossa, treballador d'impremta i empleat al Centre Cultural de Tolosa.
A partir de 1941, neix el desig d'esculpir de Gironella. Va començar modelant en argila, però aquest material no el satisfeia i aviat va triar treballar el suro. Totalment autodidacte en matèria artística, va esculpir al si de la fàbrica de taps de Tolosa on treballava. El seu cap, René Lajus, es va interessar per les obres i li va encarregar algunes escultures per a decorar el seu despatx a París. El 1948, el pintor Jean Dubuffet, que era comerciant de vins en aquella època, va visitar René Lajus per encarregar-li els taps. Va ser llavors quan va descobrir les obres de Gironella, entusiasmant-se amb les seves escultures de suro. El 1945, Dubuffet s'havia començat a interessar per l'art brut i va començar a col·leccionar obres d'aquest gènere artístic. Va adquirir diverses obres de Gironella que va presentar l'exposició Foyer de l'Art brut. També el museu Collection de l'art brut de Lausana va adquirir 32 peces de Gironella, estant present en altres importants col·leccions d'art brut entre elles el Museum of Everything de Londres o el Museu del Suro de Palafrugell.
Quan era adolescent, Gironella va escriure poemes, obres de teatre i novel·les. La major part dels seus escrits romanen inèdits. Un cop a Tolosa, va escriure comèdies per a drames radiofònics. El 1990 va publicar Exaltació del suro i dels tapers, un llibre de suro que va editar ell mateix.

## Filmografia
- Joaquim Vicens Gironella: li liège et la memoire, un film de Louis Michel Vicens, producció Ecran-Sud, 1994, 26 min.